# Матјејовце на Хорнаду
Матјејовце на Хорнаду (слч. Matejovce nad Hornádom) насељено је мјесто са административним статусом сеоске општине (слч. obec) у округу Спишка Нова Вес, у Кошичком крају, Словачка Република.

## Становништво
| Година:    | 1994. | 2004.   | 2014.   | 2024.   |
| ---------- | ----- | ------- | ------- | ------- |
| Број људи: | 454   | 487     | 530     | 561     |
| Разлика:   |       | +7,26 % | +8,82 % | +5,84 % |

| Година:    | 2023. | 2024.   |
| ---------- | ----- | ------- |
| Број људи: | 548   | 561     |
| Разлика:   |       | +2,37 % |

Према подацима о броју становника из 2011. године насеље је имало 503 становника.